# Dov'è finita Carmen Sandiego?
(Carmen Sandiego alla fine di ogni episodio congedandosi dal giocatore)
Dov'è finita Carmen Sandiego? (Where on Earth is Carmen Sandiego?) è una serie animata basata sulla serie di videogiochi educativi di Carmen Sandiego.
In Italia, la serie è stata trasmessa per la prima volta su Rai 2 nella prima metà degli anni novanta e venne replicata successivamente su DeA Kids.
Nel 2017 Netflix annuncia un reboot della serie con Gina Rodriguez e Finn Wolfhard come doppiatori principali in lingua originale.

## Personaggi principali

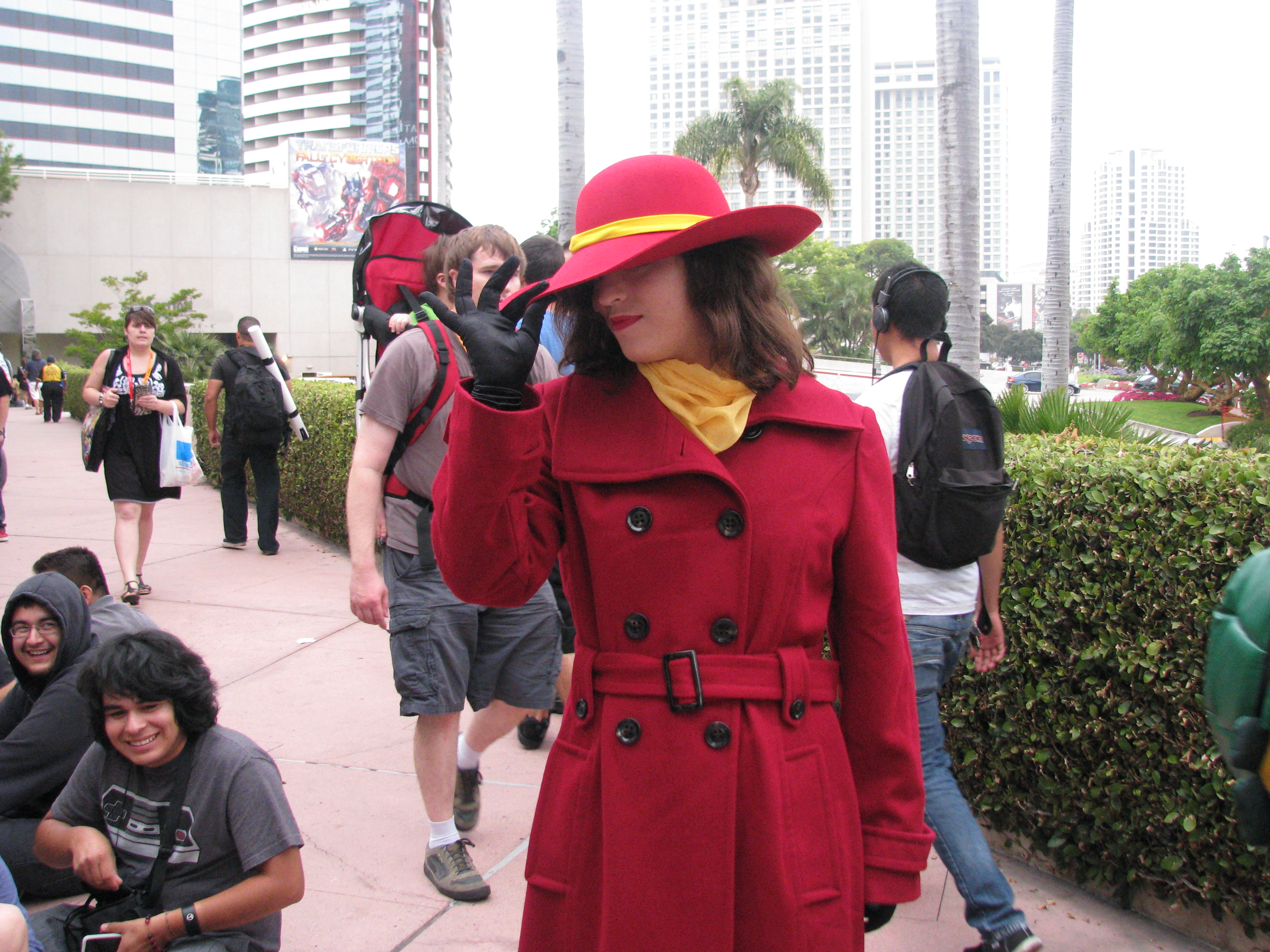
Una cosplayer di Carmen Sandiego al San Diego Comic-Con del 2012

### Carmen Sandiego
Carmen Sandiego è una ladra internazionale ed è a capo di un'organizzazione criminale, chiamata V.I.L.E.; nonostante tale nome, Carmen rispetta un forte codice della morale.
È rappresentata come una donna ispanica dai lunghi capelli scuri e gli occhi azzurri, che indossa guanti neri, ed è sempre vestita con un trench rosso e con un borsalino (fedora) in testa.
Carmen rimane orfana molto piccola e viene mandata a vivere in un collegio, il Golden Gate Girls' School a San Francisco, dove rimane finché il Capo decide di darle un posto dove vivere e un lavoro presso l'agenzia investigativa ACME. Già all'età di soli 17 anni ha all’attivo  un numero considerevole di casi risolti, grazie anche all'aiuto del suo partner giapponese Suhara. Misteriosamente però Carmen sparisce e, lasciata la ACME, si dedica al crimine. È una donna abile e scaltra, che ama lasciare indizi riguardo al prossimo furto creando un'intricata sfida, e di fatto giocando al gatto e al topo con i suoi inseguitori.

### Zack
Zack è un ragazzo di quattordici anni, con capelli biondi e occhi azzurri. È il fratello minore di Ivy, ma, nonostante la giovane età, è veramente un piccolo genio dalle mille risorse. Ad esempio, sa parlare diverse lingue e ha un'ottima memoria fotografica. Prende i casi meno seriamente della sorella, che risulta perciò essere più facilmente frustrata.

### Ivy
Ivy è una ragazza diciottenne, dai capelli rossi e corti e con occhi azzurri. È la sorella maggiore di Zack, che la chiama spesso sorellina in modo ironico, cosa che le dà alquanto fastidio. È esperta nelle arti marziali ed è anche un ottimo pilota, ma, a differenza del fratellino, non sa parlare lingue straniere.

### Il Capo
Il Capo (in inglese The Chief, nome che va interpretato come l'acronimo di Computerized Holographic Imaging Educational Facilitator) è appunto il capo dell'agenzia investigativa ACME e assiste i due fratelli protagonisti, aggiornandoli su nuovi indizi e aiutandoli a risolverli. È rappresentato con una testa, che appare come un'immagine olografica. È amico di Carmen, ma decide di non seguirla nella sua nuova vita, nutrendo comunque un certo affetto per la donna, nonostante la sua scelta. In principio, quando Carmen era appena entrata nell'agenzia investigativa, Capo era solo un rudimentale androide impacciato, che le venne affidato come partner quando lei era ancora un'apprendista. Tra i due si era subito instaurata una grande amicizia e avevano formato una squadra affiatata. Non è risaputo se Capo sappia il motivo per cui Carmen ha deciso di cambiare diventando una ladra internazionale. 

## Musica
La musica della sigla di apertura del cartone richiama al Coro dei Giannizzeri intitolato Singt dem großen Bassa Lieder presente nella quinta scena del primo atto de Il ratto dal serraglio di Wolfgang Amadeus Mozart.

## Doppiaggio
| Personaggio     | Doppiatore originale | Doppiatore italiano |
| --------------- | -------------------- | ------------------- |
| Carmen Sandiego | Rita Moreno          | Serena Verdirosi    |
| Zack            | Scott Menville       | Simone Crisari      |
| Ivy             | Jennifer Hale        | Georgia Lepore      |
| Capo            | Rodger Bumpass       | Vittorio De Angelis |

### Edizione italiana
L'edizione italiana della serie animata venne curata dalla Royfilm, mentre il doppiaggio italiano è stato effettuato dalla Sefit-CDC e diretto da Marco Mete su dialoghi di Andrea De Leonardis.

## Episodi

### Stagione 1
1. Un artistico collage (The Stolen Smile)
2. Voci dallo spazio (A Higher Calling)
3. La febbre da dinosauro (Dinosaur Delirium)
4. Sogni lunari (Moondreams)
5. I cuccioli bianchi (By A Whisker)
6. Quei bei vecchi brutti tempi (The Good Old, Bad Old Days)
7. Le regole del gioco (Rules of the Game)
8. A caccia di talenti (Music To My Ears)
9. Viaggio tra i libri (Chapter And Verse)
10. Il teatro, che passione (The Play's the Thing)
11. Ognuno per sé (Split Up)
12. Un appuntamento con Carmen - Prima parte (A Date with Carmen - Part One)
13. Un appuntamento con Carmen - Seconda parte (A Date with Carmen - Part Two)

### Stagione 2
1. La bandiera pirata (Skull and Double-Crossbones)
2. Ghiaccio bollente (Hot Ice)
3. Tutti per uno (All for One)
4. Caccia al tesoro (Scavenger Hunt)
5. Quando piove (When It Rains)
6. Il vecchio compagno (Deja Vu)
7. Il grande investigatore - Prima parte (Boyhood's End, Part One)
8. Il grande investigatore - Seconda parte (Boyhood's End, Part Two)

### Stagione 3
1. La tigre (The Tigress)
2. I ricordi del passato (The Remnants)
3. Una vacanza premio (Curses, Foiled Again)
4. Un alibi di ferro (Birds of a Feather)
5. La maledizione indiana (Shaman Spirits)
6. Segui le mie orme (Follow My Footprints)
7. Il labirinto (Labyrinth)
8. Il labirinto - Seconda parte: Salto nel futuro (Labyrinth, Part Two: Woman of the Year... 2101)
9. Il labirinto - Terza parte: Salvate il passato (Labyrinth, Part Three: When in Rome)
10. L'albero di Natale (Just Like Old Times)

### Stagione 4
1. Il processo di Carmen Sandiego (The Trial of Carmen Sandiego)
2. La festa di Halloween (Trick or Treat?)
3. L'imprendibile Carmen Sandiego - Prima parte (Retribution, Part One: The Unsinkable Carmen Sandiego)
4. L'imprendibile Carmen Sandiego - Seconda parte (Retribution, Part Two: In Memoriam)
5. La vendetta di Maelstrom (Retribution, Part Three: Maelstrom's Revenge)
6. Dov'è finito Mason Dixon? (Timing is Everything)
7. Cupido Sandiego (Cupid Sandiego)
8. Frammenti del passato - Prima parte (Can You Ever Go Home Again?, Part One)
9. Frammenti del passato - Seconda parte (Can You Ever Go Home Again?, Part Two)

## Reboot del 2019
Il 14 aprile 2017, il sito di informazioni di Hollywood, The Tracking Board, ha riferito di aver appreso esclusivamente di una serie animata su Carmen Sandiego per Netflix e che Gina Rodriguez era la voce del personaggio eponimo. Il sito ha riportato anche che la serie animata di 20 episodi mirerebbe a essere "educativa quanto divertente", in linea con lo stile del franchise. La trasmissione è iniziata nel gennaio 2019.
La serie è prodotta da Houghton Mifflin Harcourt, che possiede i diritti sul franchising dopo che il suo predecessore aziendale Riverdeep acquistò la proprietà nel 2002. Finn Wolfhard è stato ingaggiato per prestare la sua voce al personaggio giocatore, che viene descritto come complice e amico principale di Carmen.
Nel marzo 2018, Netflix ha anche ordinato un film live-action di Carmen Sandiego, ancora una volta con Rodriguez come personaggio titolare.